# Chimarra formosana
Chimarra formosana är en nattsländeart som beskrevs av Georg Ulmer 1915. Chimarra formosana ingår i släktet Chimarra och familjen stengömmenattsländor. Inga underarter finns listade i Catalogue of Life.